# Samuel de Clercq
Samuel de Clercq, ook wel Samuel de Clerq, (Amsterdam, 22 mei 1876 – Den Haag, 19 maart 1962) was een Nederlands architect.
Hij werd geboren in het gezin van kassier Pieter de Clercq en Maria Catharina Müller. Hij werd gecremeerd op Westerveld. 
Zijn vakopleiding bouwkunde kreeg hij aan de Polytechnische School te Delft. Tevens leerde hij van Jacob Frederik Klinkhamer en Bert Johan Ouëndag. Vanaf 1904 werkte De Clercq enige tijd met architect Jan Gratama. Al snel ging hij als zelfstandig architect werken in Den Haag. In zijn werk zijn invloeden terug te vinden van De Stijl, Hendrik Petrus Berlage en Frank Lloyd Wright. 
Een aantal van zijn creaties:
- Tuinbouwschool Huis te Lande (1905-1908) te Rijswijk (Zuid-Holland) met architect ir. Jan Gratama (1877-1947)
- restaurantie van Huis Blijdenstein (1912), verwoest tijdens de Tweede Wereldoorlog
- Villa Gondang in Den Haag (1913), rijksmonument
- Harm Smeenge monument in Meppel (1938)
- gebouw van de Nutsspaarbank in Den Haag (1917-1921) in samenwerking met architect Eduard Frederik Ehnle (1861-1922), Rijksmonument
- De Centrale (Arbeiders levenverzekerings- en depositobank in Den Haag inclusief meubilair) (gesloopt)
- landhuis Rust en Vreugd te Wassenaar (1923)
- Johannahuis (1926-1928)
- tuindorp Heijplaat te Rotterdam als een aanvulling op de aanleg van dit tuindorp Heijplaat eerder door architect H.A.J. Baanders in 1914
- villa’s in Baarn, Elspeet, Hilversum (o.a. gemeentelijk monument Harscamp te Baarn en idem Sterrehof in Elspeet)

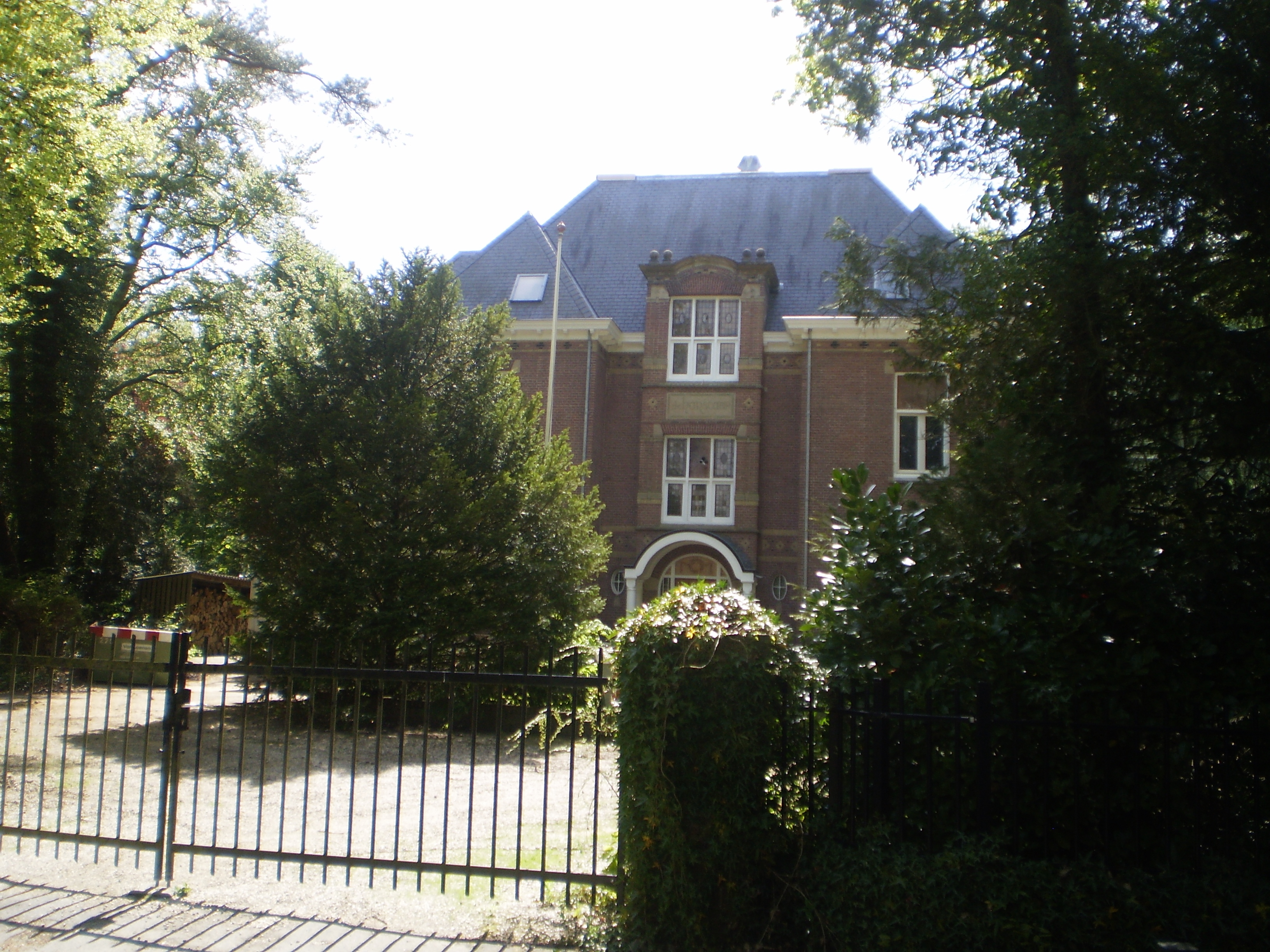
Villa Harscamp, Baarn
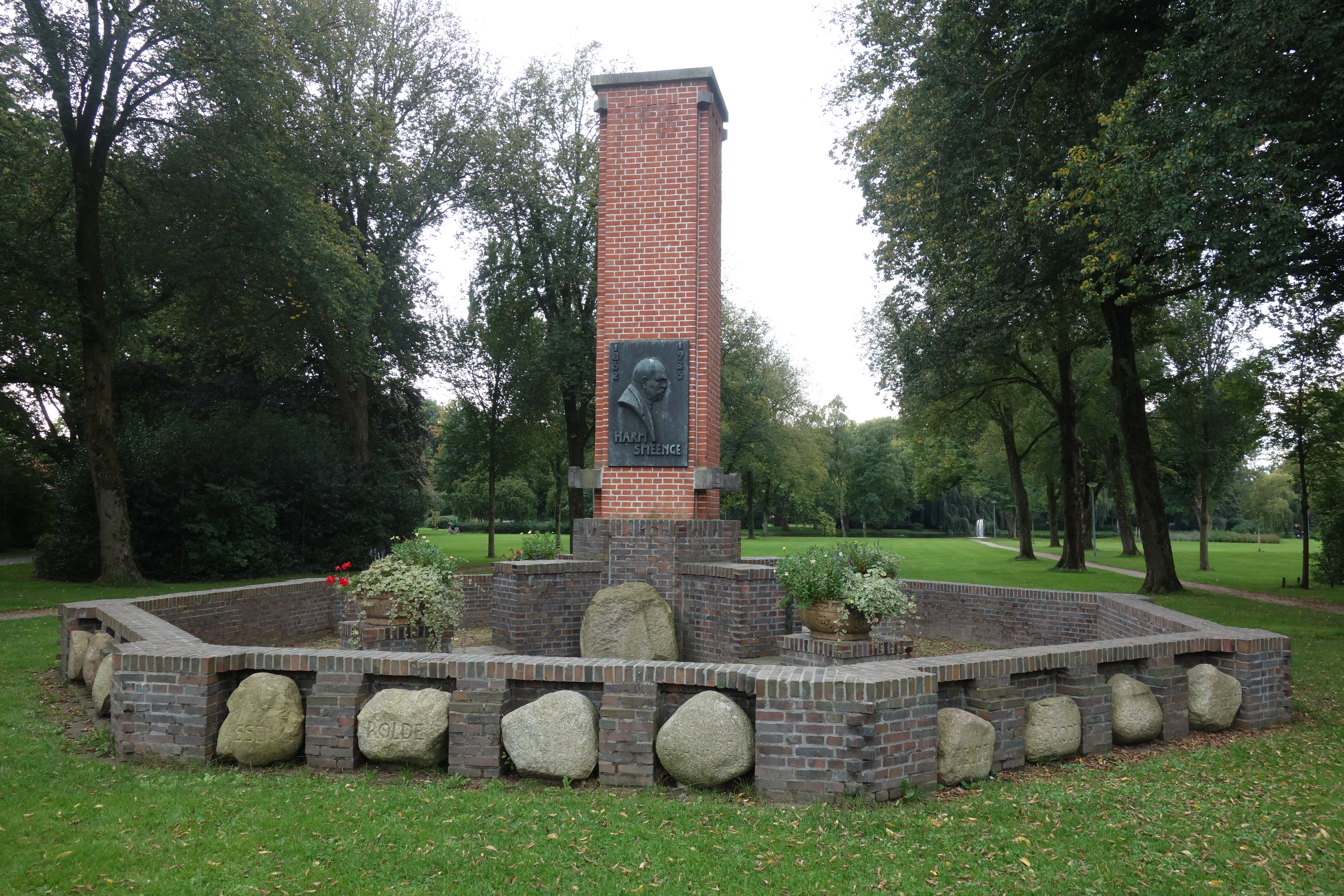
Monument voor Harm Smeenge, Meppel
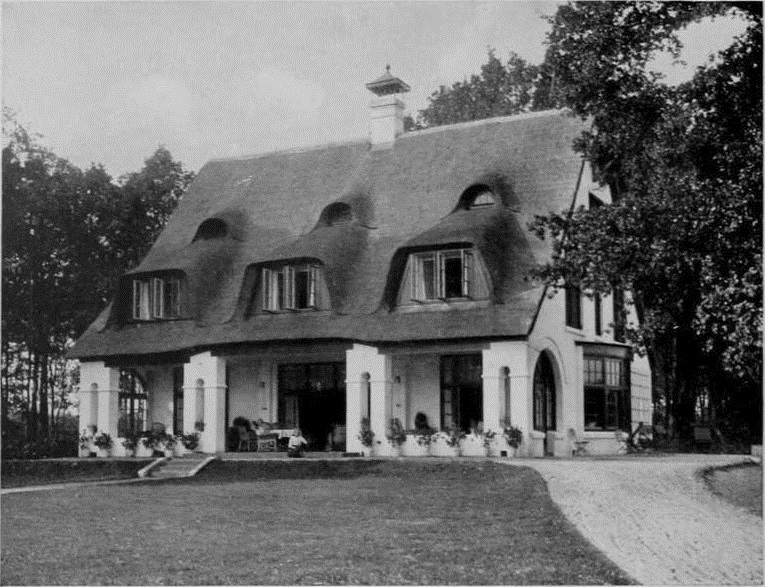
Landhuis De Wule, Boekelo
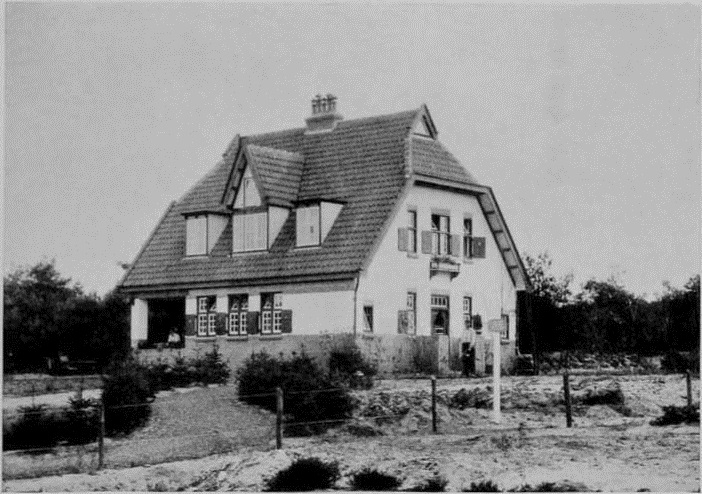
Landhuis, Hattem

- Biografisch Portaal: 93034055
- Gemeinsame Normdatei: 131429566
- International Standard Name Identifier: 0000 0000 4887 8315
- Library of Congress Control Number: nr2005028515
- Nederlandse Thesaurus van Auteursnamen: 068082762
- RKD-Nederlands Instituut voor Kunstgeschiedenis: 17212
- Système universitaire de documentation: 094272476
- Virtual International Authority File: 35588221
- WorldCat: E39PBJrWBjB3WryT473FRdX8G3